# 日本婦人団体連合会
日本婦人団体連合会（にほんふじんだんたいれんごうかい、略称婦団連、英文名称Japan Federation of Women's Organizations）とは日本における護憲女性団体である。
1953年4月5日に、平塚らいてうが、全面講和論支持からソ連・中国など東側諸国を1952年に訪問した参議院議員高良とみの歓迎会で護憲を唱えたことを発端に、女性の立場から平和憲法を守るための護憲派女性の統一組織を実現させることを目的として発足した。以後、安保条約反対、護憲や女性解放を目的として活動し、平和運動（反戦運動）や核廃絶運動を行ってきた。日本の女性団体のナショナルセンターの1つとして、国際民主婦人連盟や世界母親大会との窓口を担う面もあった。 1998年第18回参議院議員通常選挙に副会長を務めた井上美代(全国革新懇代表世話人、原水爆禁止世界大会議長団歴任)が日本共産党から出馬し、参院議員となった。
「2022年国際女性デー中央大会」（国際女性デー）の実行委員長には婦団連の会長の柴田真佐子が就任している。日本政府に対して女性差別撤廃条約選択議定書を批准せよと求める「女性差別撤廃条約実現アクション」に参加して活動をしている。3代目会長の櫛田ふきは日本共産党系組織で日本共産党を含めた形での野党共闘の推進団体全国革新懇の世話人を務めた。また、日本生活協同組合連合会と協力関係をもつ。機関紙は月刊誌『婦人通信』、年刊で『女性白書』（1999年まで『婦人白書』）。

## 加盟団体
- 新日本婦人の会
- 婦人民主クラブ
- 全国商工団体連合会婦人部協議会
- 自由法曹団女性部
- 農民運動全国連合会女性部
- 全国地域人権運動総連合女性対策部
- 全国労働組合総連合女性部
- 全日本建設交運一般労働組合中央女性部
- 全日本教職員組合女性部
- 日本自治体労働組合総連合女性部
- 日本国家公務員労働組合連合会女性協議会
- 郵政産業労働者ユニオン女性部
- 全労連･全国一般労働組合女性センター
- 法律会計特許一般労働組合女性部
- 北海道平和婦人会
- 京都民主婦人連合会
- 日本ユーラシア協会女性委員会
- 日本中国友好協会
- 日本勤労者山岳連盟女性委員会
- 治安維持法犠牲者国家賠償要求同盟女性部
- 全国保険医団体連合会女性部
- 全国印刷出版産業労働組合総連合会女性部
- 兵庫県婦人連合会

出典。